# مهلباخ
مهلباخ (به آلمانی: Mehlbach) یک شهر در آلمان است که در کایزرسلاوترن واقع شده‌است. مهلباخ ۱٬۱۷۰ نفر جمعیت دارد.